# Triège (étoffe)
Pour les articles homonymes, voir Triège.

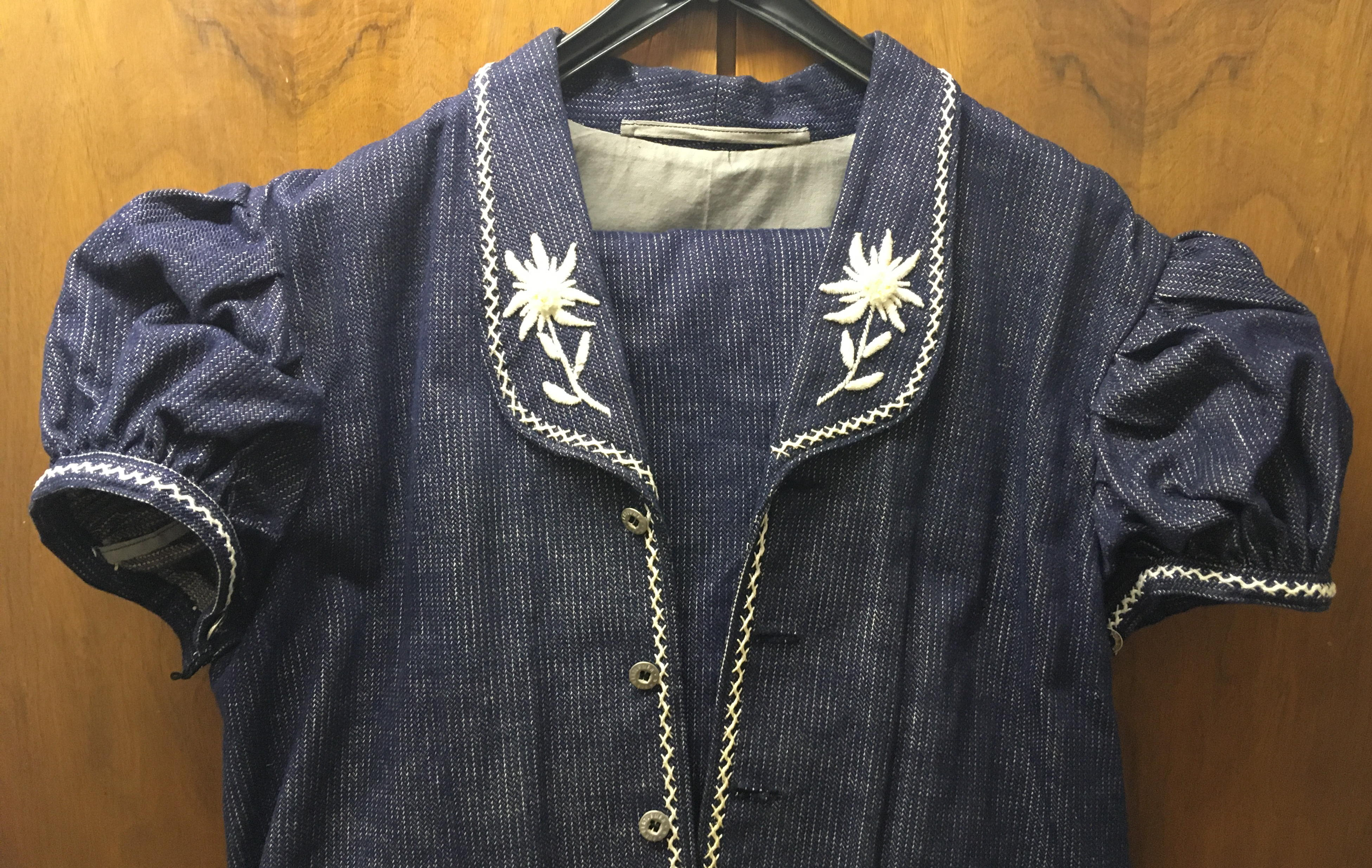
Veste de bredzon en triège, avec son col brodé d'edelweiss et ses manches bouffantes.

Le triège est une étoffe très robuste et rigide de lin naturel tissé de coton bleu utilisée traditionnellement pour la confection du bredzon, costume régional du sud du canton de Fribourg, plus particulièrement en Gruyère, Glâne et Veveyse. 

## Historique
Durant le XXe siècle, le triège était fabriqué dans plusieurs usines alémaniques. Plus tard, il ne fut plus produit qu’au pénitencier de Thorberg, dans le canton Berne. La prison a aujourd'hui cessé cette fabrication, reprise par d’autres ateliers qui ne produisent du triège que sur commande spéciale des couturières qui réalisent des bredzons. À la suite de problèmes de toxicité du colorant initial, le triège fabriqué aujourd'hui est plus sombre que dans le passé.